# Ivje
Ívje (tudi ínje) je padavina v trdnem stanju, ki se pojavlja neposredno na zemeljski površini ali na predmetih na njej.
Pojavlja se pri meglenem in hladnem vremenu. Na veje in listje dreves se nalepijo konice ledenih iglic. Za nastajanje ivja so ugodna področja, kjer so rastline ali ostala telesa najbolj hladne. Prevodnost toplote teh teles pri tem ni pomembna, ker ivje pada tako na nizko in na visoko vegetacijo, kakor na lesene in železne predmete.
Razlika med ivjem in slano je predvsem v tem, da slana nastaja v hladnih urah, predvsem zvečer, ponoči in zjutraj pri jasnem in mirnem vremenu, ivje pa nastaja pri oblačnem hladnem vremenu, posebno kadar je ves dan megleno in vetrovno. 
Ivje nastaja navadno po obdobju močnih ohladitev v meglenem vremenu. Vendar pa ivje ni vedno povezano z meglo, kajti bili so primeri, ko je nastajalo tudi pri jasnem ali malo oblačnem vremenu. V takih primerih je temperatura prizemne plasti zraka pod -10 ºC . 
Če je izredno močno ivje, lahko pride do močnih poškodb na drevju in drugih predmetih. Lomijo se veje, trgajo se telegrafske žice itd.

## Navadno ivje
Navadno ivje je v belih ledenih plasteh kristalov, ki so podobni slani, vendar so močneje izoblikovani in naloženi na vertikalnih površinah. Posebno močno so naloženi na vogalih in konicah predmetov, navadno na področjih, kjer je podhlajena megla ali someglica, in sicer na tistih straneh, od koder piha rahel veter.
Podhlajene meglene kapljice so v tekočem stanju tudi pri temperaturi pod 0 ºC. Ko jih rahel veter prenaša, se dotaknejo nekega trdnega telesa in pri tem takoj zaledene. Poleg teh podhlajenih vodnih kaplic v megli pa veter raznaša tudi vodno paro, ki pri dotiku s trdnim telesom resublimira (preide takoj v trdno stanje) in tako preide takoj v trde kristalne oblike, ki so podobne sneženim kristalom. Ivje se lepi prav na tista mesta, ki sta bila že prej pokrita z ivjem in na privetrni strani.

## Trdo ivje
Trdo ivje je neprozorna zrnasta, snegu ali ledu podobna masa, ki prav tako kot navadno ivje nastaja pri someglici in temperaturi pod 0  ºC. Ima kompaktnejšo strukturo od navadnega ivja in je podobno konglomeratu babjega pšena.